# Komedia

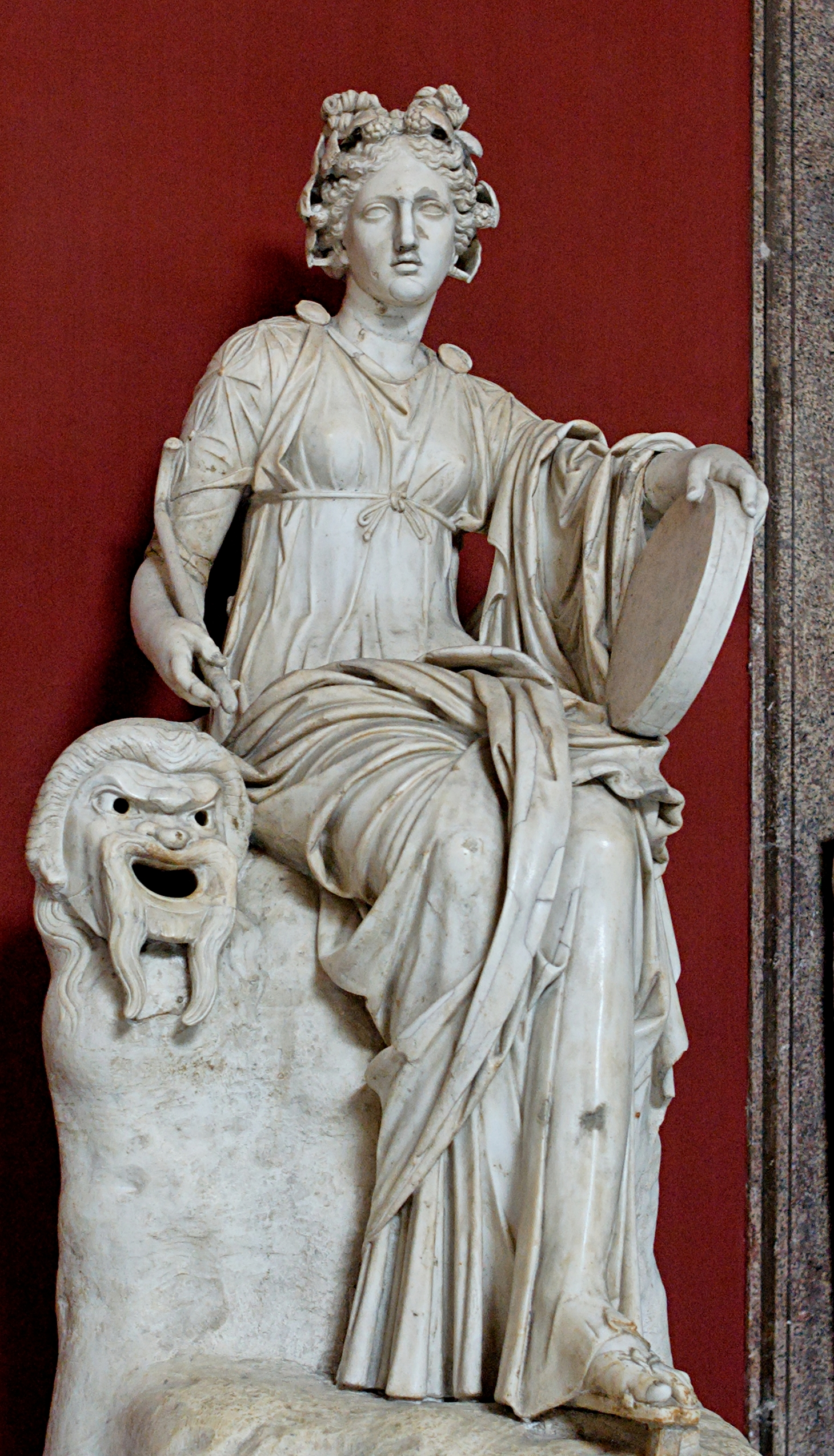
Talia, muza komedii, marmurowa kopia rzymska z II wieku n.e. według oryginału greckiego, Muzeum Pio-Clementino (Muzea Watykańskie)

Komedia (łac. comoedia, z gr. κωμῳδία komodia, od wyrazów κῶμος komos – pochód i ᾠδή ode – pieśń) – jeden z trzech, obok tragedii i dramatu właściwego, gatunków dramatycznych. Komedie cechuje pogodny nastrój, komizm, najczęściej żywa akcja i szczęśliwe dla bohaterów zakończenie. Komedia rozwijała się już w starożytnej Grecji i Rzymie.
Przedstawia komicznie sytuacje i wady bohaterów.

## Komedia starożytna

### Komedia grecka
Komedia starogrecka ukształtowała się w V wieku p.n.e. opozycji do tragedii. Wywodzi się z doryckich improwizowanych mimów ludowych (żartobliwych scenek o tematyce zaczerpnietej z mitologii lub codzienności) oraz attyckich pieśni, śpiewanych podczas kommosów. Badacze wyróżniają trzy etapy rozwoju komedii starogreckiej: staroattycki, średni i nowy. Do najbardziej znanych twórców komedii w tym okresie należą Arystofanes, Antyfanes i Menander.
Według greckich wierzeń muzą komedii była Talia.

### Komedia rzymska
Komedia rzymska ukształtowała się w III wieku p.n.e. pod silnym wpływem greckiej komedii nowej. Popularną formą była komedia intrygi i komedia charakterów. Główni autorzy komedii rzymskich to Plaut oraz Terencjusz.

## Średniowiecze
W XII-wiecznej średniowiecznej Francji z intermediów w misteriach, miraclach i moralitetach rozwinęła się farsa. Oparta była na błahych konfliktach, karykaturze i komizmie sytuacyjnym, wzbudzając śmiech w sposób niewyszukany.
Także w XII wieku powstała komedia elegijna pisana dystychem elegijnym. Rozpowszechniła się w środkowej Francji, nieliczne dzieła pochodziły z okresu późniejszego z Italii. Jako twórcę tego gatunku wskazuje się Witalisa z Blois, który tworzył w latach 1150-1160, prawdopodobnie czerpiąc z dzieł Plauta. Zasadniczym tematem utworów były wątki przygodowo-miłosne, realizowane w konwencji komicznej albo sentymentalnej. Ponieważ w utworach tych występowały zarówno dialogi, jak i narracja, istnieje wątpliwość co do scenicznego przeznaczenia dzieł.
Poza nurtem religijnym rozwijały się rozrywkowe inscenizacje przygotowywane przez grupy wędrownych aktorów, nazywanych histrionami lub jokulatorami. Działalność ich była krytykowana przez duchowieństwa, które określało ich mianem wędrownych błaznów i włóczęgów oraz posądzało o związki z siłami nieczystymi.

## Komedia nowożytna

### Commedia dell’arte

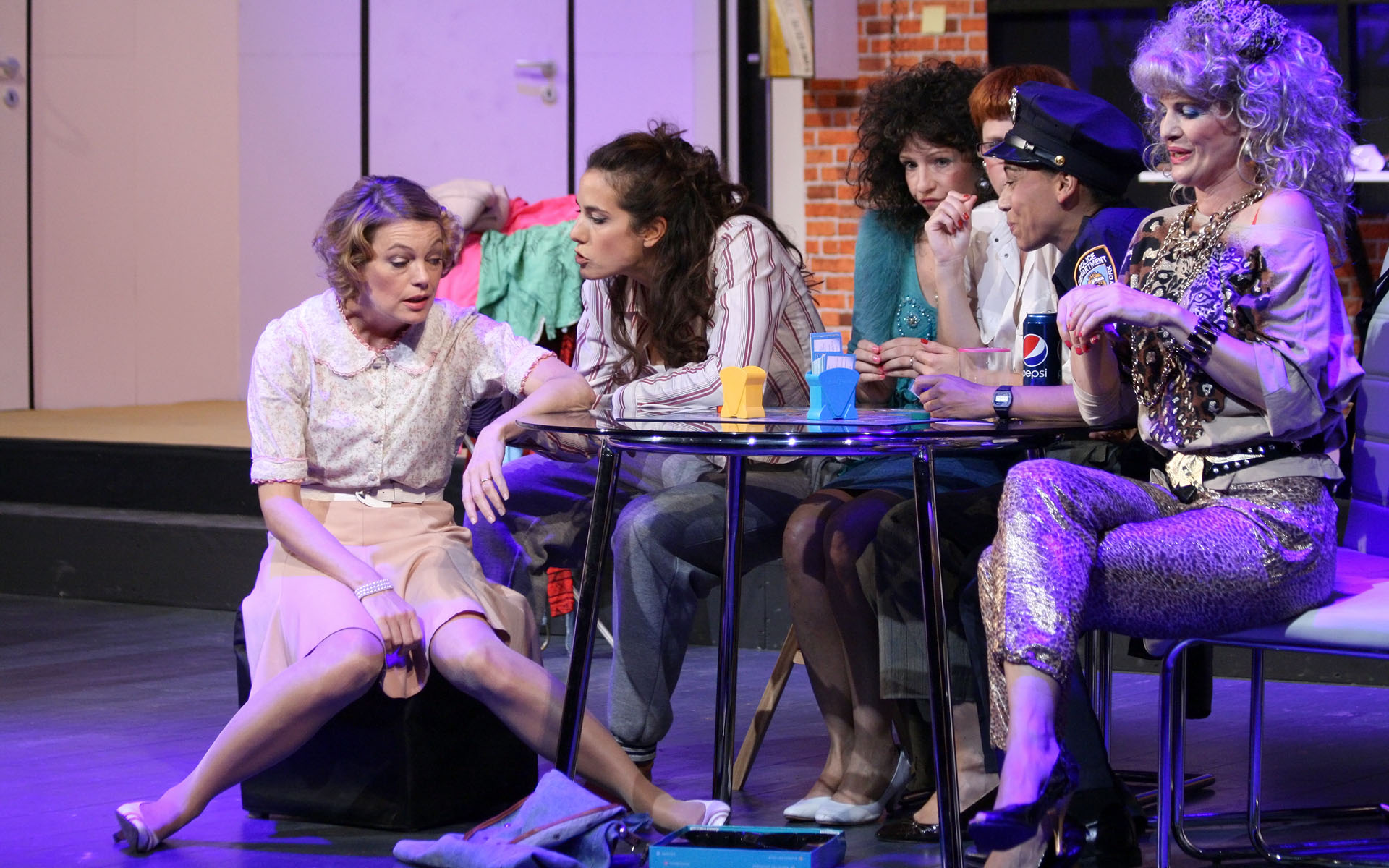
Utwór komediowy w teatrze

Commedia dell’arte to powstała we Włoszech w połowie XVI wieku komedia ludowa. Sięgała do tradycji antycznego mimu, rzymskiej pantomimy i błazeńskich popisów średniowiecznych histrionów. Ważną rolę odgrywał w niej efekt wizualny. Powtarzalność postaci scenicznych w każdym scenariuszu doprowadziła do utrwalenia się pewnych komicznych typów, o charakterystycznym wyglądzie i zachowaniu, zwanych maskami. Maski dzieliły się na poważne (Comico innamorato, Comica innamorata, Cantarina, Kolombina, Pierrot) i komiczne (Arlekin,
Brighella, Scapino, Poliszynel (Pulcinella), Capitano (Kapitan), Scaramuccia, Pantalone, Dottore).